# San Luis de Pambil
San Luis de Pambil ist eine Ortschaft und eine Parroquia rural („ländliches Kirchspiel“) im Kanton Guaranda der ecuadorianischen Provinz Bolívar. Die Parroquia besitzt eine Fläche von 125,5 km². Die Einwohnerzahl lag im Jahr 2010 bei 5357. Die Bevölkerung besteht aus 85 Prozent Mestizen und aus jeweils 5 Prozent Montubio und Indigenen.

## Lage
Die Parroquia San Luis de Pambil liegt am Westrand der Cordillera Occidental im Nordwesten der Provinz Bolívar. Das Gebiet liegt in Höhen zwischen 180 m und 2520 m. Es liegt im Einzugsgebiet des Río Umbe. Dessen linker Quellfluss Río Piñanato fließt entlang der nördlichen Verwaltungsgrenze nach Westen. Der Río Suquibi durchquert das Areal in westlicher Richtung. Der 300 m hoch gelegene Hauptort befindet sich etwa 47 km nordnordwestlich der Provinzhauptstadt Guaranda.
Die Parroquia San Luis de Pambil grenzt im Nordwesten an die Provinz Cotopaxi mit der Parroquia Moraspungo (Kanton Pangua), im Nordosten und im Osten an die Parroquia Facundo Vela, im Südosten an die Parroquia Salinas sowie im Südwesten und im Westen an den Kanton Las Naves.

## Orte und Siedlungen
In der Parroquia gibt es 40 Comunidades.

## Geschichte
Die Parroquia San Luis de Pambil wurde am 23. August 1989 gegründet (Acuerdo Ministerial N° 1763; Registro Oficial N° 259).